# San Carlos megye (Salta)
San Carlos egy megye Argentína északnyugati részén, Salta tartományban. Székhelye San Carlos.

## Népesség
A megye népessége a közelmúltban a következőképpen változott:
| Év   | Lakosság |
| ---- | -------- |
| 2001 | 7149     |
| 2010 | 7016     |